# Coenzima A
Il coenzima A (spesso indicato come CoA, CoASH, o HSCoA) è una molecola fondamentale nel metabolismo. È derivato da β-mercaptoetilamina, pantotenato e 3'fosfoadenosina difosfato (3'-P-ADP) e usato in vie metaboliche basilari quali l'ossidazione degli acidi grassi e il ciclo di Krebs. Per la sua sintesi sono quindi necessari vitamina B5 e cisteina (e ATP). La sua funzione è di trasportare gruppi acile, quali l'acetile, sotto forma di tioesteri (ad alta energia). Quando la molecola di coenzima A trasporta un gruppo acetilico viene definita acetil-CoA. Quando non viene trasportato alcun gruppo, per contrasto si usa la notazione CoASH o HSCoA, per indicare che il gruppo -SH è libero sulla molecola.

## Reazioni in cui interviene il CoA
- Decarbossilazione ossidativa piruvato (1ª tappa del metabolismo energetico mitocondriale):

Piruvato+ CoA-SH+ NAD+ ---complesso della piruvico deidrogenasi---> Acetil-CoA+CO2+ NADH
- Decarbossilazione ossidativa dell'α-Chetoglutarato (4ª tappa del Ciclo di Krebs):

α-Chetoglutarato+ CoA-SH+ NAD+ ---complesso dell'α-Chetoglutarato deidrogenasi---> Succinil-CoA+ CO2+ NADH
- Attivazione acidi grassi:

Acido grasso+ ATP ---acido grasso-CoA sintetasi---> Acido grasso adenilato+ Acido pirofosforico
Acido grasso adenilato+ CoA-SH ---acido grasso-CoA sintetasi---> Acil-CoA+ AMP
- Formazione di un Acetil-CoA dall'ossidazione dei grassi (4ª tappa β-ossidazione):

b-Chetoacil-CoA+ CoA-SH ---acil-CoA acetil transferasi (o tiolasi)---> Acil-CoA+ Acetil-CoA
- Catabolismo dell'acetato (di origine alcolica) negli epatociti:

Acetato+ ATP+ CoA-SH ---acetato tiochinasi---> AcetilCoA+ AMP+ 2P